# Salamanca (provincie)
Salamanca is een provincie van Spanje en maakt deel uit van de regio Castilië en León. De provincie heeft een oppervlakte van 12 350 km². De provincie telde 327.735 inwoners in 2021 verdeeld over 362 gemeenten.
Hoofdstad van Salamanca is Salamanca.
De provincie Salamanca ligt in de historische landstreek León.

## Bestuurlijke indeling
De provincie Salamanca bestaat uit 17 comarca's die op hun beurt uit gemeenten bestaan. De comarca's van Salamanca zijn:
- Las Villas
- El Abadengo
- La Armuña
- La Ribera de Salamanca
- La Ramajería
- Tierra de Ledesma
- Campo de Azaba
- Campo de Argañán
- Tierra de Peñaranda
- Tierra de Alba
- Sierra de Béjar
- Sierra de Francia
- El Rebollar
- Alto Tormes
- Campo de Robledo
- Campo del Yeltes
- Tierra de Vitigudino

Zie voor de gemeenten in Salamanca de lijst van gemeenten in provincie Salamanca

## Demografische ontwikkeling
Bron: INE
Opm: Bevolkingscijfers in duizendtallen
Ávila · Burgos · León · Palencia · Salamanca · Segovia · Soria · Valladolid · Zamora